# Limnophila suspecta
Limnophila suspecta là một loài ruồi trong họ Limoniidae. Chúng phân bố ở miền Australasia.